# Galeodea
Galeodea là một chi ốc biển cỡ lớn, là động vật thân mềm chân bụng sống ở biển trong họ Cassidae.

## Các loài
Các loài thuộc chi Galeodea bao gồm:
- Galeodea alcocki (E.A. Smith, 1906)
- Galeodea bituminata (K. Martin, 1933)
- Galeodea echinophora (Linnaeus, 1758)
- Galeodea hoaraui Drivas & Jay, 1989
- Galeodea keyteri (Kilburn, 1975)
- Galeodea leucodoma Dall, 1907
- Galeodea maccamleyi Ponder, 1983
- Galeodea plauta Beu, 2008
- Galeodea rugosa (Linnaeus, 1771)
- Galeodea triganceae Dell, 1953

Các loài được đưa vào đồng nghĩa
- Galeodea beui Kreipl & Alf, 2002: đồng nghĩa của Galeodea alcocki (E.A. Smith, 1906)
- Galeodea carolimartini Beets, 1943 †: đồng nghĩa của Galeodea bituminata (K. Martin, 1933)
- Galeodea echinophorella Habe, 1961: đồng nghĩa của Galeodea bituminata (K. Martin, 1933)
- Galeodea marginalba Yamamoto & Sakurai, 1977: đồng nghĩa của Galeodea bituminata (K. Martin, 1933)
- Galeodea noharai Noda, 1980 †: đồng nghĩa của Galeodea bituminata (K. Martin, 1933)
- Galeodea tyrrhena (Gmelin, 1791): đồng nghĩa của Galeodea rugosa (Linnaeus, 1771)